# 埃米莉·赫茨
埃米莉·赫茨（英語：Emily Hurtz，1990年1月2日—），澳大利亚女子曲棍球运动员。她曾代表澳大利亚参加2010年和2018年英联邦运动会曲棍球比赛，获得一枚金牌和一枚银牌。